# 机架单位
机架单位（Rack Unit）是美國電子工業聯盟（EIA）用来标定服务器、路由器、网络交换机等机房设备的单位。一个机架单位的高度定義为1+3/4英寸（44.45毫米）。1个机架单位通常叫做1U或1RU，2个机架单位则称为2U或2RU，如此类推。

## 業界標準
此長度最早由美國電話與電報公司（AT&T）於1922年提出，為電話機樓（Telephone Exchange）的設備制定標準值。AT&T工程部要求模組化的預制組件為
designed to mount on vertical supports spaced 19½ inches between centers. The height of the different panels will vary,... but... in all cases to be a whole multiple of 1¾ inches.
設計成可安裝在中至中19½英寸的垂直機架上。組件的高度可變……但是……任何情況下必須是1¾英寸的整數倍數。
42U机架是最常見的業界標準，可用高度1.87米，實際高度約2米至2.1米，廣泛用於一般建築物及數據中心。部分數據中心會採用47U，甚至52U机架，以便在相同的建築面積內安裝更多設備。
電訊設備的寬度主流為19英寸（482.6毫米）。不過，EIA-310並沒有為机架的深度及承重制定標準值。

## 外部連結
- Webopedia: What is 1U? （页面存档备份，存于）

1. ↑  Demarest, Charles S. . Bell System Technical Journal. Vol. 2 no. 3 (New York: American Telephone and Telegraph Company). July 1923: 112–140  [9 December 2019].